# Machimus martini
Machimus martini är en tvåvingeart som beskrevs av Tomasovic 2003. Machimus martini ingår i släktet Machimus och familjen rovflugor.
Artens utbredningsområde är Spanien. Inga underarter finns listade i Catalogue of Life.